# Herbert Sennewald
Herbert Paul Konrad Sennewald (* 5. Juni 1905 in Wittenberg; † 24. Dezember 1964 in St. Johann in Tirol) war ein deutscher Aufnahme- und Produktionsleiter beim Film.

## Leben und Wirken
Der Sohn des Oberzollinspektors Gustav Sennewald und dessen Frau Käthe, geb. Mauß, besuchte eine Oberrealschule und anschließend die Ballettschule Andre Sergieff. Seit 1926 war Sennewald an Berliner Bühnen tätig und unternahm zahlreiche Tourneen. Zum Film kam er zunächst als Requisiteur und Komparse, ehe er in den späten 1930er Jahren zum Aufnahmeleiter aufstieg. In dieser Funktion war Herbert Sennewald an Filmen wie Johannisfeuer, Zentrale Rio, Jud Süß, Die schwedische Nachtigall, Leichte Muse, Saison in Salzburg, Freitag, der 13., Die Fledermaus, Der Prozeß und Fregola beteiligt. Seit 1949 betreute Sennewald zunächst österreichische, dann auch bundesdeutsche Produktionen als Produktionsleiter. Von 1958 bis 1961 arbeitete er regelmäßig mit Alfred Vohrer zusammen. 1961 beendete Sennewald seine Kinolaufbahn mit drei Edgar-Wallace-Filmen, danach war er nur noch kurzzeitig beim Fernsehen tätig.
Herbert Sennewald war in zweiter Ehe mit der Schauspielerin Leopoldine Ferstl (1925–2017) verheiratet und hatte mit ihr zwei 1944 bzw. 1953 geborene Söhne. Zum Ende seiner beruflichen Laufbahn besaß Sennewald zwei Wohnsitze, einen in Starnberg und einen in St. Johann in Tirol („Haus Senne“). Er starb an Heiligabend 1964 in seiner Tiroler Wahlheimat.

## Filmografie
als Produktionsleiter
- 1949: Prämien auf den Tod
- 1950: Schuß durchs Fenster
- 1950: Schatten über Neapel
- 1951: Gefangene Seele
- 1952: Alle kann ich nicht heiraten
- 1952: Königin der Arena
- 1952: Knall und Fall als Hochstapler
- 1953: Knall und Fall als Detektive
- 1954: Dieses Lied bleibt bei dir
- 1955: Wunschkonzert
- 1956: Das Liebesleben des schönen Franz
- 1956: …und wer küßt mich? (Ein Herz und eine Seele)
- 1956: Hurra – die Firma hat ein Kind
- 1956: Die liebe Familie
- 1958: So ein Millionär hat’s schwer
- 1958: Schmutziger Engel
- 1958: Meine 99 Bräute
- 1959: Verbrechen nach Schulschluß
- 1960: Mit 17 weint man nicht
- 1960: Bis dass das Geld Euch scheidet…
- 1961: Der grüne Bogenschütze
- 1961: Die toten Augen von London
- 1961: Der Fälscher von London
- 1961: Die seltsame Gräfin
- 1961: Unser Haus in Kamerun
- 1964: Das Kriminalgericht: Der Fall Nebe (zweiteiliger Fernsehfilm)